# Film obyczajowy

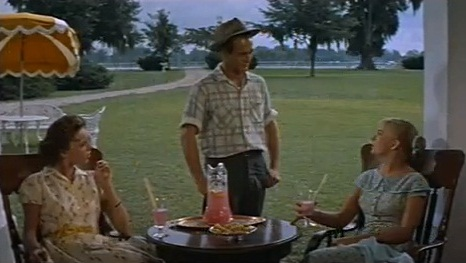
Kadr z filmu Długie, gorące lato (1958)

Film obyczajowy – gatunek filmowy traktujący o sposobach postępowania, zachowaniach społecznych, zwyczajach, nawykach, przyzwyczajeniach lub codzienności. Może być przedstawiony jako relacja (subiektywna lub obiektywna), poddawana krytycznej analizie oraz interpretacji.